# Penstemon atropurpureus
Penstemon atropurpureus là một loài thực vật có hoa trong họ Mã đề. Loài này được (Sweet) G. Don mô tả khoa học đầu tiên năm 1830.